# Rochester (Kent)

Rochester ( ˈrɒtʃɪstər ) je povijesni grad u unitarnoj upravi Medway konurbacije u Kentu u Engleskoj. Nalazi se na najnižoj točki premošćenja rijeke Medway, i udaljen je oko 50 kilometara istočno od Londona.

Prva kraljevska povelja koja je Rochesteru dala status grada  (city) je dodijeljena tijekom vladavine kralja Henrika III. 1227. godine i taj status je imao sve do 1998. godine.
 Drevni status grada Rochestera bio je jedinstven, jer nije imao formalno vijeće ili povjerenike povelje, niti gradonačelnika, već je imao ured admirala rijeke Medway, čiji je nositelj de facto djelovao kao građanski vođa.

Rochester, Chatham i Gillingham, Strood i niz okolnih sela čine jedno veliko urbano područje poznato kao Medway s populacijom u 2019. godini od 278 016 stanovnika. Ova mjesta sada čine područje Unitarne uprave Medway (Unitary Authority of Medway). Do 1998. godine bio je pod upravom Vijeća grofovije Kent i još uvijek je dio ceremonijalne grofovije Kent, prema najnovijem Zakonu o Namjesnicima (Lieutenancies Act).

## Etimologija toponima
Romano-britanski naziv za Rochester bio je Durobrivae, kasnije Durobrivis oko 730. i Dorobrevis 844. godine. Dva često citirana podrijetla ovog imena su da je ili došlo od naziva za "uporišta uz most (mostove)", ili je došlo do latinizirane britanske riječi Dourbruf što je značilo "brzi tok". Durobrivis je izgovaran u obliku Robrivis. U kasnijim vremenima imenu je dodana riječ cæster (= dvorac, od latinskog castrum) i grad se zvao Robrivis Cæster. Beda spominje grad otprilike 730. godine i naziva ga Hrofes cæster, zamjenjujući njegovo značenje kao Hrofijev utvrđeni logor. Iz ovoga je proizašao Hrofæscæstre, 811. Hrofescester, 1086. Rovescester da bi 1610. dobio svoje današnje ime Rochester.

## Povijest

### Rimljani
Stalna rimska okupacija započela je invazijom rimskog cara Klaudija 43. godine i Rochester su učinili jednim od svojih najvažnijih gradova izgradivši utvrdu i most preko rijeke Medway. Predmet rasprave povjesničara je bio točan put rimskog napredovanja; vojska je mogla doći duž sadašnjeg Hodočasničkog puta do Aylesforda ili Watling Streetom do Rochestera. Prijelaz rijeke Medway bio je prepreka, što je rezultiralo bitkom na Medwayu koja je bila značajna jer se vodila dva dana što je bilo neobično za to razdoblje.
Kentski oppidum pretvoren je u rimsko naselje Durobrivae. Njegov plan determinira sadašnju Glavnu ulicu (High Street) i Sjevernu kapiju (Northgate) te Boley Hill na kojem je smješten dvorac Rochester. Rimljani su premostili rijeku na istoj točki na kojoj se nalazi i sadašnji most, a to su ustanovili viktorijanski inženjeri koji su gradili most jer su otkrili temelje rimskog mosta koji su se sastojali od devet stupova izrađenih od složenog kamena, drva i šuta.
Tijekom 190.-ih uspostavljene su sustavne zemljane utvrde koje su tijekom 220.-ih zamijenjene kamenim. Neke od ovih kamenih utvrda još uvijek postoje. 407. godine posljednje rimske legije napustile su Britaniju. Nakon teških saksonskih napada 408. i 409. godine, car Honorije je 410. godine poslao pismo u gradove Britanije pozivajući ih da se pobrinu za svoju obranu. Iako je Ravenna bila glavni grad Zapadnog Rimskog Carstva, to nije umanjilo na značaju da su 24. kolovoza 410. godine vizigoti zauzeli i opljačkali Rim. Iako ti datumi obilježavaju značajne promjene, nastavljeno je dugotrajno razdoblje poslijerimske kulture.

### Sasi
Grad Rochester prerastao je iz malog saksonskog sela u jedan od najznačajnijih engleskih gradova. 
Tijekom kasnijeg rimskog razdoblja naselje je ograđeno kamenim zidinama. Kralj Æthelberht (560. – 616.) uspostavio je pravni sustav koji je sačuvan u Textus Roffensisu (Book of (the church of) Rochester) iz 12. stoljeća. Iako je jedina sačuvana kopija Textus, na zakone se pozivaju i Beda i Alfred Veliki. Smatra se da je Æthelberhtov zakonik sadržavao oko 90 zakona koji definiraju zločine i kazne, i da je bio najraniji zakonik bilo koje vrste na bilo kojem germanskom jeziku, a njihova formulacija je najraniji sačuvani dokument na engleskom jeziku.
 
Biskup Justus je 604. godine osnovao je biskupiju i izgradio prvu katedralu. U razdoblju od odlaska rimskih legija do normanskog osvajanja, Rochester je bio opljačkan najmanje dva puta a jednom opsjednut.
Biskupija u Rochesteru, druga najstarija u Engleskoj, usredotočena je na katedralu u Rochesteru i bila je zaslužna za osnivanje škole 604. godine, koja se zvala King's School, a prepoznata je kao druga najstarija škola na svijetu koja radi u kontinuitetu.

### Normani
Nakon invazije Normana 1066., tek je 1088. godine u Rochesteru sagrađen prvi kameni dvorac na ostacima stare rimske tvrđave.
Međutim, događaji iz 1066. godine pokrenuli su razdoblje značajnih promjena u Rochesteru. Već 1067. godine Vilimov polubrat Odo, inače biskup od Bayeuxa, dobio je titulu grofa od Kenta. Tijekom razdoblja 1067. – 1076. Odo je stekao posjede po cijeloj Engleskoj, uključujući veći dio zemlje koja je nekada pripadala katedrali Rochester. Radi spora vodećih feudalaca od kojih se izdvajaju grof Odo, polubrat kralja Williama Osvajača na jednoj, i Lanfranca, nadbiskupa od Canterburyja,  1076. godine (ne zna se točan datum ali je izvjesna godina) došlo do suđenja u Penendenu Heathu nakon kojega je zemlja vraćena stvarnim vlasnicima. 1077. Gundulf je posvećen za biskupa u Rochesteru.

Tadašnji kralj Vilim Rufus zamolio je biskupa Gundulfa, uzdajući se u njegovu graditeljsku vještinu, da mu sagradi dvorac od kamena, a kasnije i velebnu katedralu, koja je ustvari bila druga najstarija katedrala u zemlji nakon one u Canterburyju. 
U to vrijeme je prvotna katedrala iz 7. stoljeća, već stara četiri i pol stoljeća, bila izuzetno zapuštena. Uvijek pod crkvenom i financijskom sjenom Canterburyja, do kraja Siwardova episkopata (1058. – 1075.), služilo je četiri ili pet kanonika "koji su živjeli u totalnoj bijedi i siromaštvu".
Prihodom od u posjed vraćenih zemalja, Gundulf je započeo obnovu katedrale 1080. godine malo istočnije od svog prvobitnog položaja. Crkva je imala trostruku namjenu: postala je srce novog benediktinskog priorata nazvanog po sv. Andriji, bila je sjedište (katedra) biskupa u Rochesteru i u njoj se nalazio župni oltar sv. Nikole koji je služio gradu. Ova prva faza katedrale završena je do 1130.
Jedan od prvih objekata koje je Gundulf osmislio i izgradio kao biskup bila je bolnica za siromašne i gubave. Od izvorne zgrade preživjela je samo kapela, a nova bolnica sv. Bartolomeja izgrađena je u 19. stoljeću.
Dvorac Rochester, koji je sagradio biskup Gundulf, ima jedne od najbolje očuvanih utvrda u Engleskoj kao i Francuskoj.
 
Tijekom Prvog barunskog rata(1215. – 1217.) u doba kralja Ivana, barunske snage poslale su trupe pod vodstvom Williama d'Aubignyja u dvorac nadbiskupa Stephena Langtona, kojemu je nadbiskupov konstabl Reginald de Cornhill otvorio kapiju, pa su ga d'Aubignyjeve trupe zauzele i držale kao utvrdu protiv kralja Ivana. Tijekom listopada 1215. na maršu od Dovera do Londona prolazeći kroz Rochester zatekao je dvorac okupiranim, pa ga je 11. listopada počeo osobno opsjedati. Nakon duge opsade i uzaludne primjene raznih taktika, dolaskom zime dvorac je zauzet 30. studenoga 1215., ali ne sliom nego izgladnjivanjem opkoljenih.

### Period Tudora
U razdoblju vjerskog sukoba dinastija Tudora (vladali od 1485. do 1603.)  i Stuarta (vladali Engleskom i Irskom od 1603. – 1649. i 1660. – 1714.) Rochester je bio povezan s vjerskim mučenicima na obje strane. Od 1504. do 1535. John Fisher bio je biskup Rochestera. U svibnju 1535. papa Pavao III. ga je imenovao kardinalom ali ga je Henrik VIII. 22. lipnja 1535. dao pogubiti jer je odbio prihvati Henrika za vrhovnog poglavara engleske crkve i zbog podupiranja doktrine katoličke crkve o papinskoj prevlasti. Kanoniziran je 1935. godine kao rimokatolički svetac. Godine 1547. u vrijeme vladavine Eduarda VI. Nicholas Ridley je posvećen biskupom, ali ga je 16. listopada 1555. godine kraljica Marija dala pogubiti zbog zahtjeva vjere, zbog čega je postao reformacijskim mučenikom.

### Džordžijanski i Viktorijanski period
U ovom periodu došlo je do znatnog napretka u cijelom Kentu pa tako i u Rochesteru.
Godine 1698. osnovana je tržnica mesa, koja 1706. godine mijenja namjenu u tržnicu kukuruza Corn Exchange. Sadašnje pročelje tržnice darovao je admiral Sir Cloudesly Shovell. Postojeći sat datira iz 1771. godine i zamjenjuje raniji kvadratni sat.

Tijekom napoleonskih ratova od 1803. – 1815. izgrađen je prsten utvrda koji okružuje Medway, a koje su trebale zaštititi važno pomorsko brodogradilište u Chathamu.

1816. godine mladi (tada četverogodišnjak) Charles Dickens preselio se u Rochester. Iako je tu ostao samo kratako vrijeme, povuklo ga je u kasnijim godinama pa se od 1856. nastanjuje na obližnjem Gads Hill Place kod Strooda.

1888. godine osnovana je ženska Rochester Gimnazija (Rochester Grammar School for Girls), koja se nakon 2006. naziva Rochester Gimnazija (Rochester Grammar School).

1. ožujka 1892. godine otvorila se željeznička stanica u Rochesteru ta mu tako omogućila brzi pristup Londonu.